# زنبق خط‌خطی
زنبق خط‌خطی (نام علمی: Iris lineata) نام یک گونه از سرده زنبق است.